# Hemsedal
Hemsedal este o comună din provincia Buskerud, Norvegia.